# 재로
재로(Jarreau)는 미국 루이지애나주 포인트쿠피군의 비법인지구이다. 재로는 배튼루즈에서 북서쪽으로 약 30마일 정도 떨어진 곳에 위치해 있으며 배툰루즈 메트로폴리턴 에어리어의 일부이다. 공동체는 폴스강의 강둑에 위치해 있다. 재로우체국(Jarreau Post Office, ZIP 코드 70749)은 Boulevard D' Isle에 위치해 있다.

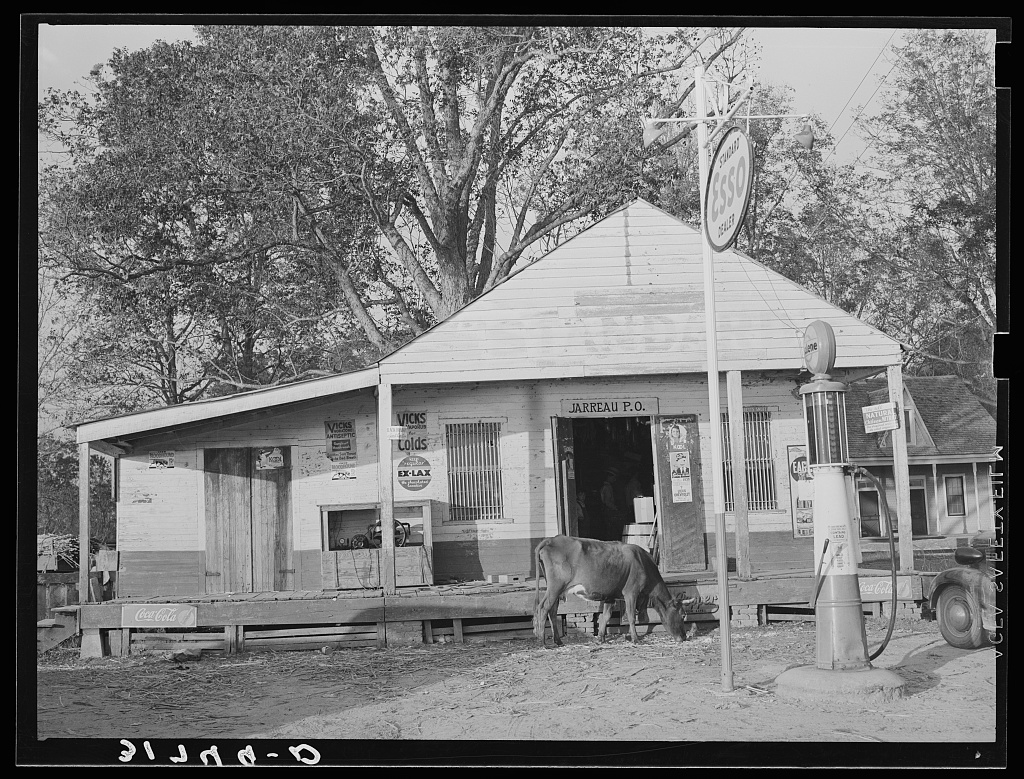
재로 우체국/상점 (1938)
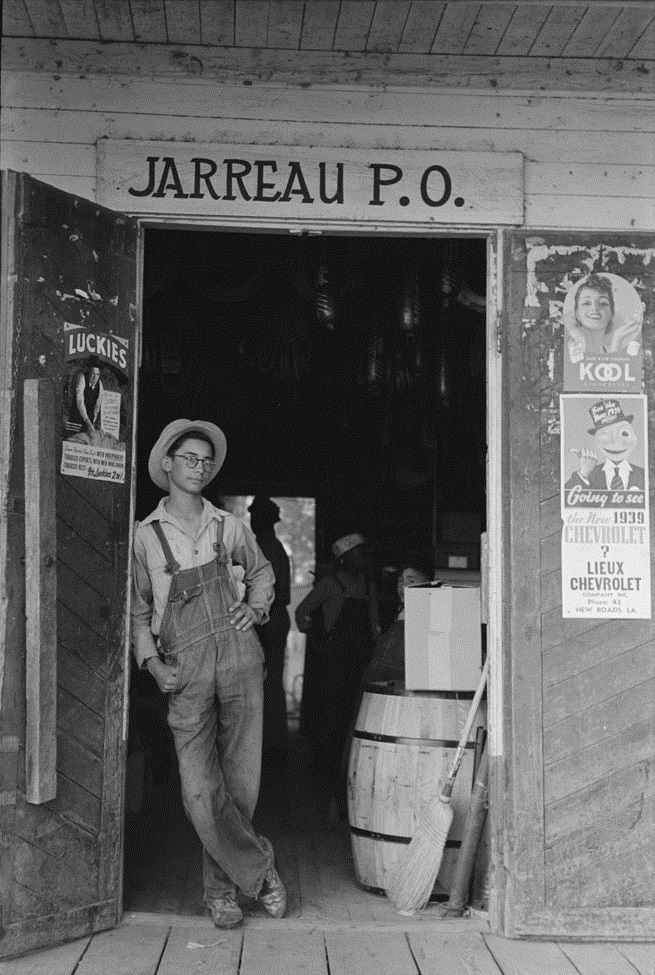
재로 우체국/상점 입구 (1938)
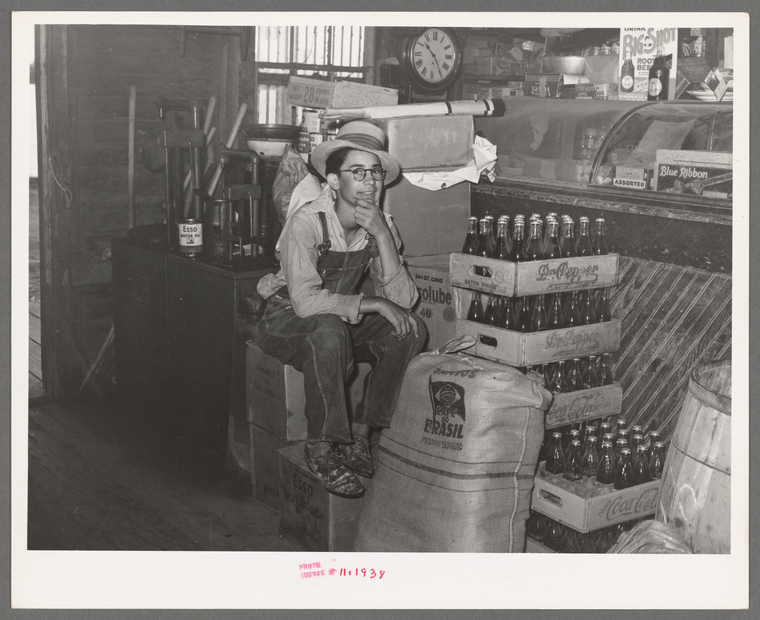
상점의 농장 일꾼 (1938)